# Vasudeva I
Vasudeva I, död 232 e.Kr., var en indisk monark. Han var regerande monark av Kushanariket i Indien och Afghanistan mellan 191 och 232 e.Kr.